# Колесников, Иван Михайлович (подполковник)
Иван Михайлович Колесников (1871—1935) — русский военный, подполковник РИА, участник Первой мировой войны.

## Биография
Иван Михайлович Колесников родился 19 августа 1871 года в православной семье, сын титулярного советника.
В юности Колесников жил в Херсоне. Окончил Одесское городское училище, затем Одесское пехотное юнкерское училище (2-й разряд) и был выпущен в 40-й пехотный Колыванский полк.
В службу вступил 2 мая 1891 года: подпоручик (14.05.1896), зачислен в ОКПС и переименован в корнеты (25.11.1901), поручик (6.12.1902), штабс-ротмистр (ст. 6.12.1906).
Служил в 40-м пехотном Колыванском полку с перерывом, находясь в запасе с 1.02.1898 по 18.11.1899 гг.
В 1898 году в империи Дай-Цин-Го вспыхнуло Ихэтуаньское (Боксёрское) восстание, организованное фракцией тоталитарной секты «Белый лотос». Восстание продолжалось вплоть до 1901 года включительно. 23 июня 1900 г. китайцы-ихэтуани атаковали строителей КВЖД и приступили к массовым убийствам, разрушению железнодорожного полотна и станционных построек. Так началась «Китайская война»… В 1900 году Колесников принял участие в подавлении «Боксерского восстания».
После подавления мятежа, Колесников покинул Дальний Восток. Служил в Измаильской бригаде ОКПС (на 1 января 1909 года).
Иван Михайлович Колесников — участник Первой мировой войны: служил на Кавказском фронте, командовал 28-м Кавказским стрелковым полком. Его жена — Елизавета Михайловна — была во время Первой мировой войны на фронте сестрой милосердия и награждена за храбрость Георгиевским крестом, врученным ей Великим князем Николаем Николаевичем.
После Октябрьской революции Колесников — участник Белого движения на Юге России, получил звание генерал-майора.
После эвакуации Белой армии в Константинополь, переселился с женой в США, где провёл всю оставшуюся жизнь.
Умер 24 сентября 1935 года, похоронен в Нью-Йорке, США.

## Награды
- Награждён орденом Св. Георгия 4-й степени (15 октября 1916).
- Также награждён другими наградами Российской империи, среди которых орден Св. Станислава 3-й степени с мечами и бантом (1904).